# ジフルオロ酢酸
ジフルオロ酢酸（ジフルオロさくさん、英: Difluoroacetic acid）は、化学式CHF2COOHで表される有機フッ素化合物である
ジハロゲノカルボン酸の一種であり、具体的にはα炭素上の3つの水素原子のうち2つがフッ素原子に置換された酢酸のアナログである。溶液中では解離してジフルオロ酢酸イオンを形成する。ジフルオロ酢酸は、炭素-水素結合を直接ジフルオロメチル化する試薬としても使用することができる。日本の消防法では、危険物第4類第三石油類（水溶性液体）に区分される。